# Translation (reliques)
Cet article concerne le déplacement des reliques. Pour les concepts mathématiques, voir Translation.

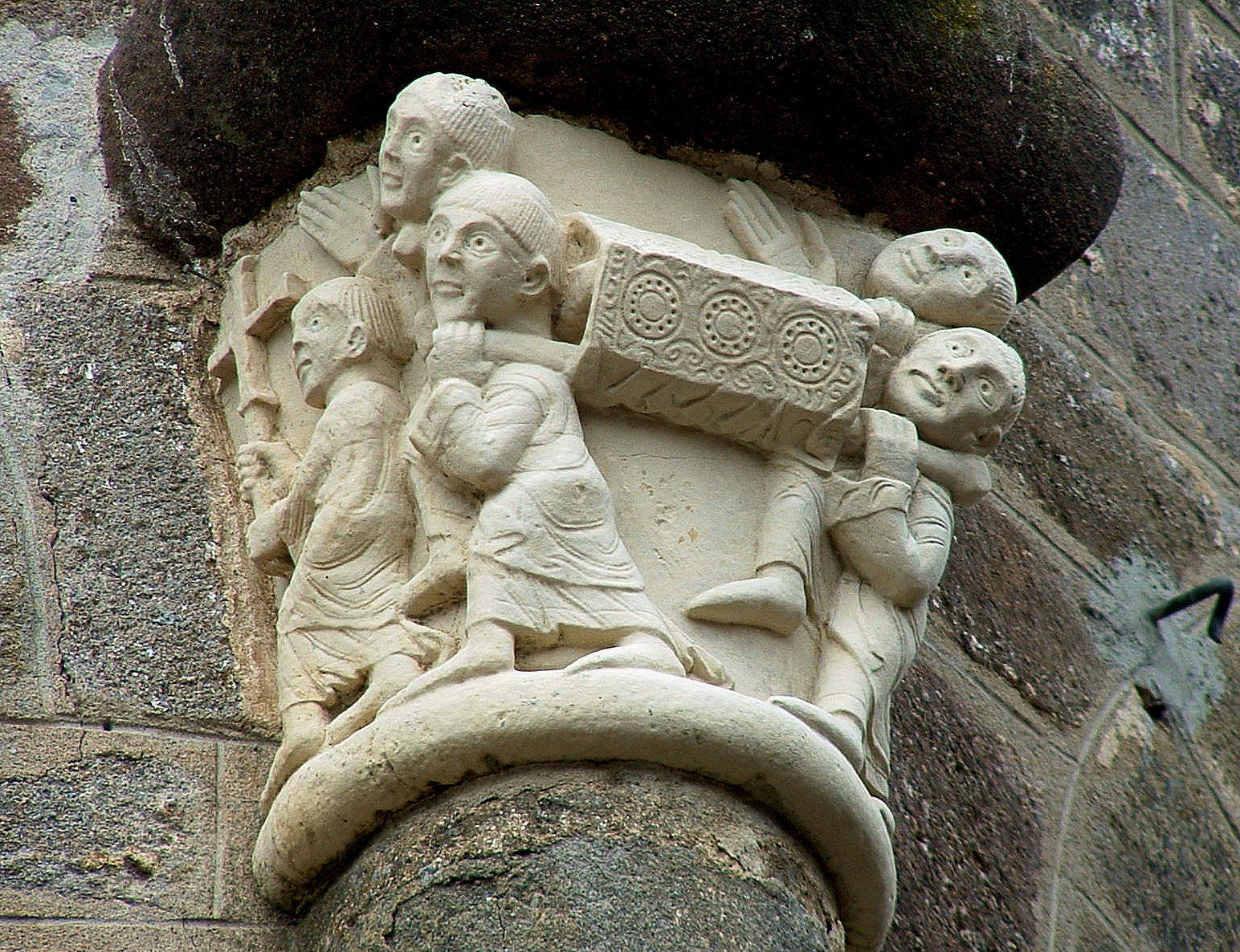
Chapiteau de la translation des reliques de saint Étienne, église Saint-Étienne de Lubersac, en Limousin.

Dans le christianisme, la translation des reliques (en latin translatio) est un processus ritualisé de déplacement des restes d'un saint ou d'objets saints depuis un lieu vers un autre. Il s'agit typiquement du déplacement de reliques depuis une tombe ou un lieu de culte vers un autre plus prestigieux, monastère, église ou cathédrale. La translation donne lieu à une cérémonie solennelle d'autant plus fastueuse que la relique est d'une classe importante. Elle porte d'ailleurs, dans la littérature hagiographique médiévale, le titre significatif de « triomphe ».
Cette translatio participe le plus souvent à la consécration d'un lieu lors de sa dédicace, ou au processus de la canonisation d'une personne, même si cette translation n'est pas une reconnaissance en elle-même de la sacralité du lieu ou de la sainteté du personnage. Leur importance est telle que ces translations jalonnent les étapes de la christianisation. Elles ont joué ainsi un rôle important de légitimation et d'officialisation du culte du saint à un endroit donné (chapelle, église, hagiotoponyme…), la distribution et la dispersion des reliques permettant d'affirmer ou de réaffirmer le pouvoir d'un seigneur, d'un évêque ou d'un abbé du sanctuaire où elles reposent et qui favorisent les pèlerinages. Elles servent aussi les intérêts d'individus, de grandes familles ou de communautés privées qui cherchent à se les approprier pour leurs usages apotropaïques (reliques exposées dans les oratoires de leurs demeures ou portées dans des petits reliquaires). Les corps des saints, vrais ou faux, sont ainsi démembrés, donnés, échangés, volés, vendus, favorisant un commerce des reliques qui tente sans le réussir de garantir l'authenticité des reliques par des procès-verbaux concernant leur reconnaissance et des « authentiques » (morceaux de parchemins qui identifient chaque pièce).

## Rituels liés aux reliques

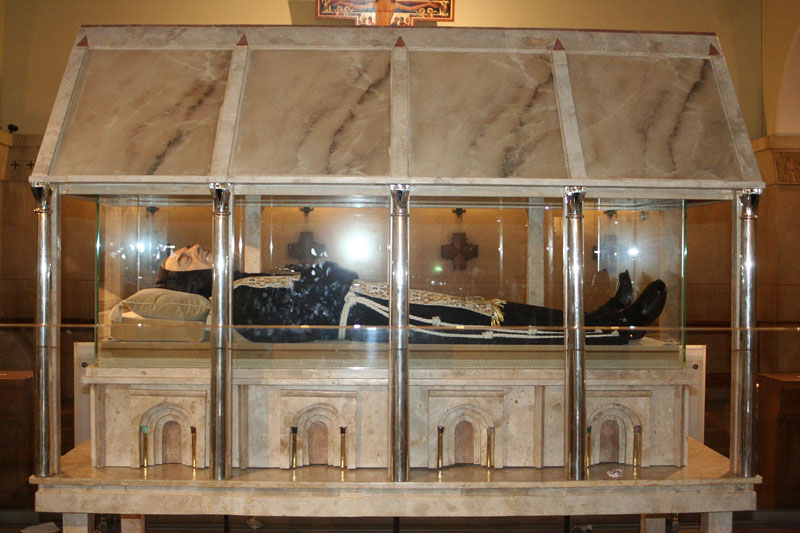
la de Padre Pio.

La translation des reliques fait partie d'un processus ritualisé chrétien : invention de reliques (du latin inventio, il s'agit de la découverte du corps du saint ou de ses reliques), élévation des reliques (du latin elevatio, il s'agit de l'exposition du corps du saint dans un sarcophage, une châsse ou de ses reliques — des parties de son corps ou des objets en lien avec lui — dans un reliquaire), réception (du latin receptio) des reliques dans son lieu d'accueil définitif qui est à l'origine de nombreuses célébrations et de beaucoup de pèlerinages, enfin déposition (du latin depositio) en faisant inhumer ses restes sous la table de l'autel du lieu de culte, dans un tombeau dans une crypte ou à partir du XIe siècle, dans une châsse ou un reliquaire élevés dans le chœur de l'église qui se trouve ainsi sanctifié. Initialement placés dans une fosse maçonnée ou une crypte sous l’autel, ces restes sont selon les époques et les régions disposés dans une petite cavité (le loculus) ménagée dans son socle ou son pied, ou déposés dans le plateau supérieur de l’autel, parfois aussi dans les murs des lieux de culte, leurs colonnes ou incrustés dans leurs mosaïques, leurs fresques. Une ouverture verticale, la fenestella confessionis, peut être aménagée dans la niche (appelée confessio ou sepulchrum) de l'autel ou en dessous, permettant aux pèlerins de voir et de toucher indirectement les reliques par l'intermédiaire de reliques de contact.
Ces rites sont à l'origine d'un genre littéraire caractéristique de la littérature hagiographique, le récit de translation ou d’invention de reliques (les translationes) qui forment avec les miracula (recueils de miracles) des recueils indépendants se développant à côté de la traditionnelle vita. Cette littérature hagiographique ressort à un genre littéraire particulier qui ne leur assure pas une valeur historique de premier ordre.

## Histoire

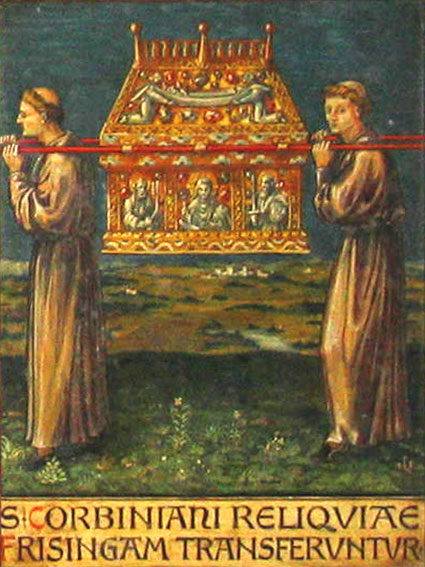
Représentation de la translation des reliques de saint Corbinien.

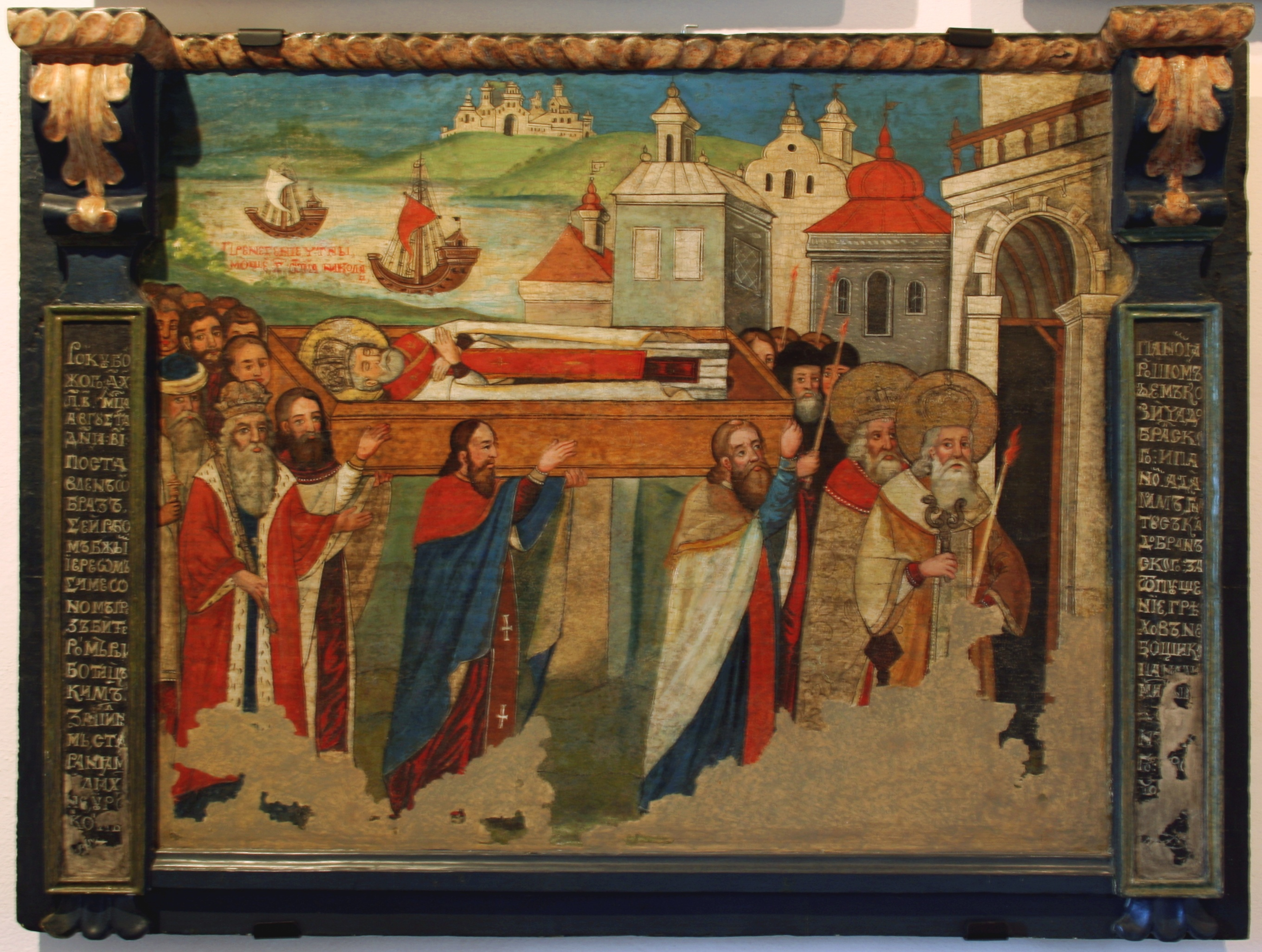
Translation du corps de saint Nicolas, icône du XVIIe siècle.

Les premières reliques des martyrs, dans leurs tombes souvent non identifiées dans les cimetières et les catacombes de Rome, sont vénérées en célébrant les saints mystères, les plus riches pouvant être inhumés ad sanctos (« près des Saints ») afin de bénéficier de leur virtus mais l'Église primitive ne pratique pas encore la translation de ces reliques. À partir du IVe siècle en Orient, des martyria, construits en dehors des villes puis dans les centres urbains, abritent des reliquaires. De grandes aires funéraires sont également construites sur les sites comportant les tombes des martyrs, notamment l'antique basilique vaticane. Avec la diminution du nombre des martyrs après la conversion de Constantin Ier qui s'accompagne d'une christianisation de l'Empire, il devient nécessaire de transporter les restes des martyrs et les autres reliques pour fonder des autels là où il n'y avait pas de restes de martyrs et sur lesquels sont construits les martyria ou les églises. Les translations et les divisions des reliques en Occident ne se multiplient pourtant que progressivement (les lois romaines qui font longtemps autorité en Occident interdisent en effet le déplacement des corps, le Code de Théodose en 438, dans son chapitre De Sepulchris Violatis « De la violation de sépulture », proscrit le démembrement du corps des saints et le commerce des reliques, interdiction reprise dans le Code Justinien en 527) mais sont à l'origine d'un véritable commerce au Moyen Âge. Par contre, des transactions de reliques d'objets saints existent en Occident dès le IVe siècle, telle celle de la Vraie Croix qui est divisée en multiples fragments et distribuée dans différents pays. Cette translation est alors un événement presque aussi important que leur invention, d'autant plus lorsqu'elle est accompagnée de miracles, notamment des guérisons. Les foules s'agenouillent sur le passage des reliques, des localités prennent le nom du saint qui les a traversé (Saint-Bonnet, Sainte-Foy). Elle donne lieu alors à une cérémonie solennelle et peut également être commémorée par une fête liturgique annuelle qui est parfois la fête du martyr ou du saint. Les Églises locales gèrent ces cérémonies, empêchant ainsi que les reliques ne servent les intérêts d'individus, de grandes familles ou de communautés privées qui cherchent à se les approprier pour leurs usages apotropaïques. La translation de reliques vers Byzance, arbitrairement désignée par Constantin comme nouvelle capitale de l'Empire, permet ainsi d'augmenter le prestige de cette métropole. Le troisième concile de Constantinople au VIIe siècle ordonne de démolir tous les autels qui n'ont pas été édifiés sur les reliques. Le deuxième concile de Nicée en 787 prescrit de consacrer des lieux de culte lors de leur dédicace, ce qui favorise les translations et les divisions des reliques.
Cette pratique ne s’impose en Occident qu’à partir du VIIIe siècle. Le culte des martyrs est progressivement remplacé par celui des saints (ascètes, évêques, abbés ou moines vertueux) qui sont choisis alors par des groupes restreints qui incitent leur évêque à procéder à une canonisation locale. L'élévation et le transfert de reliques à cette occasion développe le culte local du saint.
Les translations n'ont pas simplement lieu lors de cérémonies solennelles au cours de canonisations mais également lors d'évacuations face aux invasions barbares, des Vikings ou des Maures. La translation à partir des lieux menacés a souvent pour effet que les populations de ce lieu croient alors qu'elles perdent leurs effets bénéfiques ou qu'elles sont à l'origine de catastrophes (guerres, épidémies, famines, inflations des prix). Les translations sont aussi fréquentes pour amener la châsse d'un saint aux conciles et assemblées de paix, elles participent ainsi au mouvement de la Paix de Dieu et de la tentative d'établir la primauté du pouvoir spirituel sur le pouvoir temporel, les princes, rois et empereurs cherchant régulièrement à faire l'acquisition de reliques (cadeau, achat, butin de guerre voire rapt). Les nombreuses inventions de reliques au XIe siècle et leurs translations sont caractéristiques de l'atmosphère eschatologique des Peurs de l'an mille. Le respect et le pouvoir symbolique des reliques est tel qu'à partir du milieu du Xe siècle, elles sont déplacées par les autorités ecclésaistiques lors d'affaires judiciaires.
Le sac de Constantinople en 1204 fait exploser le trafic en Occident des reliques de corps de saints de Terre sainte, les reliques orientales jusque-là étant souvent vestimentaires et essentiellement des présents pour les princes, rois et empereurs d'Occident.
La réforme protestante et la déchristianisation ont fait décliner cette pratique ou l'ont rendu généralement moins ostentatoire mais les translations sont toujours nécessaires de nos jours pour consacrer des lieux de culte lors de leur dédicace, les reliques y étant scellées le plus souvent dans leurs autels ou dans toute partie sacrée de ces lieux.

## Translations célèbres
- La première translation officielle, car attestée par des documents[17], dans l'histoire de l'Église est celle de l'évêque Babylas d'Antioche en 354[18]. Le 3 mars 357 voit la translation des reliques de l'apôtre André et de l'évangéliste Luc à l'église des Saints-Apôtres de Constantinople[19]. La première translation de reliques attestée à l'intérieur de Rome est celle de saints Prime et Félicien par le pape Théodore Ier vers 645[20].

- En 1261, sous le pontificat de Guillaume de Grez, la translation des reliques de trois martyrs, Lucien de Beauvais, Maxien (Maximien) et Julien, a lieu en présence du roi de France saint Louis et de Thibaut Ier de Navarre : cette cérémonie était commémorée chaque année le premier jour de mai dans l'abbaye de saint Lucien lors d'une fête solennelle connue sous le nom de « fête des Corps Saints »[21]. Le 24 décembre 1796, les reliques de Lutgarde de Tongres menacées par les troupes révolutionnaires sont déplacées à Ittre pour y être mises à l'abri[22].

- La translation de la sainte Maison de Lorette : transport tout à la fin du XIIIe siècle de la maison où la Vierge Marie reçut la visite de l’Ange Gabriel, depuis Nazareth jusqu’à Loreto dans la région italienne des Marches. Ladite Santa Casa fut l’objet du plus important pèlerinage d’occident durant plus de trois siècles. Particularités : il s’agit de la translation d’une maison probablement nabatéenne comprenant à l’origine les supposées reliques de la sainte Vierge : maison à l’intérieur de laquelle sont conservés le manteau et la vaisselle de Marie (ceux-ci ont été perdus durant les spoliations napoléoniennes).

Pratique essentiellement médiévale qui s'est amplifiée par les pèlerinages, les croisades et le rayonnement monastique, elle s'est poursuivie jusqu'à nos jours. Les reliques de Thérèse de Lisieux sont ainsi régulièrement l'objet de translations temporaires. Le 27 novembre 2004, le pape Jean-Paul II permet le retour des os de saint Jean Chrysostome et saint Grégoire de Nazianze, volés en 1264 par les Croisés, au siège de Constantinople. Un autre exemple moderne concerne Padre Pio : son corps est exhumé le 3 mars 2008, exposé aux fidèles avant d'être réinhumé en 2009 dans la crypte du sanctuaire de San Giovanni Rotondo. Le 19 avril 2010, la Congrégation pour les causes des saints autorise la translation de son corps dans l’église inférieure Saint-Pio (it).